# Rungsted Gymnasium
Rungsted Gymnasium er et dansk gymnasium, der er beliggende i Hørsholm. Elevtallet var i august 2020 792.
Skolen blev grundlagt af E. Skovgaard-Petersen som Rungsted Kostskole i 1900. Skolen lå dengang på Vallerød Banevej. Først fra 1906 tilbødes studentereksamen. I 1920 blev skolen overtaget af staten og skiftede navn til Rungsted Statsskole. Underskolen blev udskilt til Rungsted private Realskole.
Gymnasiet flyttede ind i de nuværende bygninger på Stadion Allé i 1976. I 1986 blev skolen overtaget af Frederiksborg Amt og fik sit nuværende navn, Rungsted Gymnasium. Siden 2007 har skolen været en selvejende institution. De nuværende bygninger er tegnet af arkitekt Børge Nagel fra Mangor & Nagel Tegnestue, Frederikssund.

## Rektorer
- 1900-1920 Einar Skovgaard-Petersen (1869-1942), skolebestyrer og -ejer
- 1920-1939 Einar Skovgaard-Petersen, rektor (efter at have solgt skolen til staten)
- 1939-1943 Paul Hugo Bohn (1891-1954)
- 1944-1961 Poul Peter Outzen Boisen (1894-1983)
- 1961-1976 Svend-Erik Grange (1915-1976)
- 1976-2001 Leo Bresson (1941-2010)
- 2001-2018 Mogens Hansen
- 2018 - Ruth Kirkegaard